# Tillandsia digitata
Espèce
Classification phylogénétique
Tillandsia digitata Mez est une espèce de plantes à fleurs de la famille des Bromeliaceae.
L'épithète digitata signifie « digitée ; comme des doigts » et se réfère à l'aspect de l'inflorescence.

## Protologue et Type nomenclatural
Tillandsia digitata Mez in C.DC., Monogr. Phan. 9: 715, n° 56 (1896)
Diagnose originale  :
« foliis perdense rosulatis, utrinque lepidibus magnis, imbricatis, albis obtectis pruinose tomentellis ; inflorescentia digitatim e spicis 3-4 aequalibus, pinnatis, +/- 12-floris composita, erecta ; bracteis primariis quam spicae multo brevioribus ; bracteolis florigeris nec imbricatis nec axes obtegentibus, dorso dense lepidotis, sepala conspicue superantibus ; floribus erectis ; sepalis aequaliter liberis. »
Type : « Costarica, unde in hortum Van Houtteanum introducta. (V. s. in herb. Leod.) ».

## Synonymie
(aucune)

## Écologie et habitat
- Biotype : plante herbacée en rosette acaule monocarpique vivace par ses rejets latéraux ; épiphyte[1].
- Habitat : ?
- Altitude : ?

## Distribution
- Amérique centrale :
  -  Costa Rica[1]